# Aspiran
Aspiran – miejscowość i gmina we Francji, w regionie Oksytania, w departamencie Hérault.
Według danych na rok 1990 gminę zamieszkiwały 1072 osoby, a gęstość zaludnienia wynosiła 66 osób/km² (wśród 1545 gmin Langwedocji-Roussillon Aspiran plasuje się na 318. miejscu pod względem liczby ludności, natomiast pod względem powierzchni na miejscu 492.).